# Charmes (Aisne)
Charmes ist eine französische Gemeinde mit 1.596 Einwohnern (Stand: 1. Januar 2022) im Département Aisne in der Region Hauts-de-France; sie gehört zum Arrondissement Laon, zum Gemeindeverband Chauny-Tergnier-La Fère und zum Kanton Tergnier.
Die Einwohner werden Charmois und Charmoises genannt.

## Geografie
Charmes liegt im Tal der Oise, etwa 24 Kilometer südsüdöstlich von Saint-Quentin und 23 Kilometer nordwestlich von Laon. Nachbargemeinden von Charmes sind La Fère im Westen und Norden, Danizy im Norden und Nordosten, Rogécourt im Osten, Bertaucourt-Epourdon im Süden sowie Andelain im Südwesten. Mit La Fère und Andelain ist Charmes baulich zusammengewachsen.

## Bevölkerungsentwicklung
| Jahr                       | 1962 | 1968 | 1975 | 1982 | 1990 | 1999 | 2006 | 2012 | 2021 |
| Einwohner                  | 1924 | 1910 | 1778 | 1751 | 1855 | 1749 | 1703 | 1642 | 1624 |
| Quellen: Cassini und INSEE |      |      |      |      |      |      |      |      |      |

## Sehenswürdigkeiten

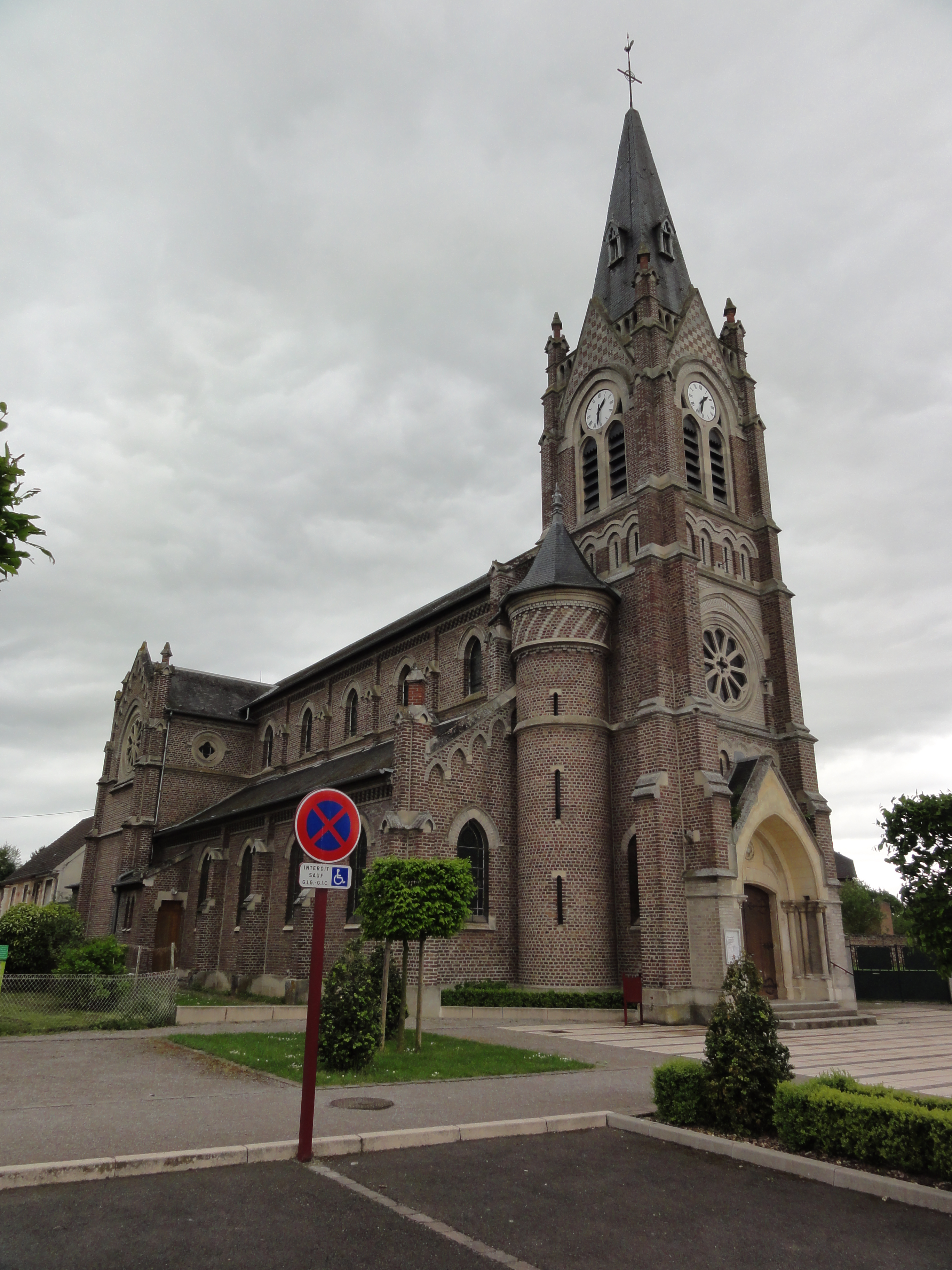
Kirche Saint-Pierre
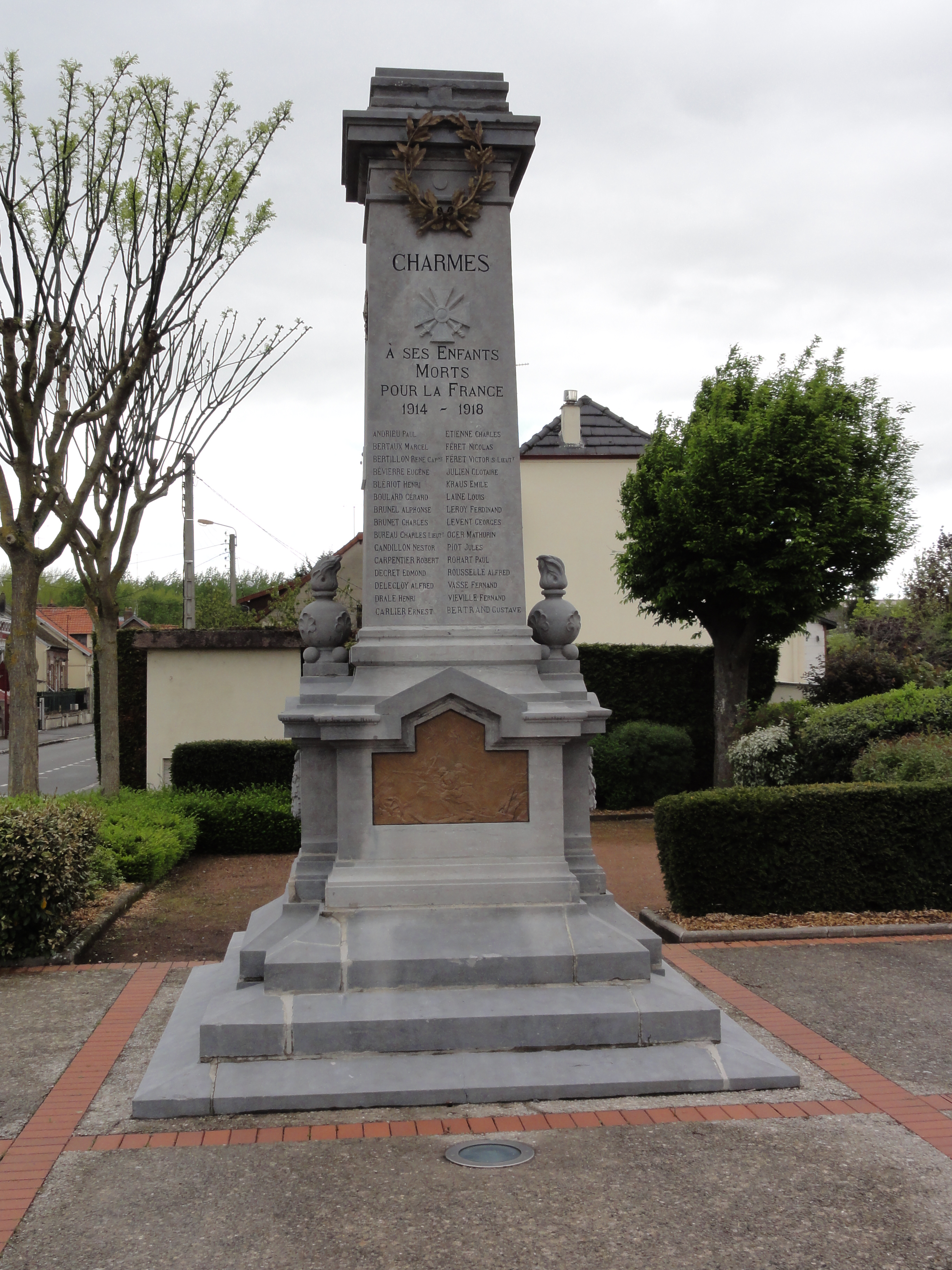
Wasserturm

- Kirche Saint-Pierre
- Gefallenendenkmal